# Madurai
Madurai (in tamil மதுரை) è una suddivisione dell'India, classificata come municipal corporation, di 922.913 abitanti, capoluogo del distretto di Madurai, nello Stato federato del Tamil Nadu. In base al numero di abitanti, la città rientra nella classe I (da 100.000 persone in su) e l'agglomerato urbano raggiunge i 1.230.095 abitanti.
Ha più di 2500 anni di storia ed è stata la capitale dell'antico regno Pandya.

## Geografia fisica
La città è situata a 9° 55' 60 N e 78° 7' 0 E, sulle sponde del fiume Vaigai a circa 130 chilometri dalle coste del golfo del Bengala, e ha un'altitudine di 135 m s.l.m..

## Società

### Evoluzione demografica
Al censimento del 2001 la popolazione di Madurai assommava a 922.913 persone, delle quali 466.909 maschi e 456.004 femmine. I bambini di età inferiore o uguale ai sei anni assommavano a 94.801, dei quali 48.667 maschi e 46.134 femmine. Infine, coloro che erano in grado di saper almeno leggere e scrivere erano 730.245, dei quali 392.018 maschi e 338.227 femmine.

## Economia
L'economia è ancora principalmente legata all'agricoltura anche se il settore industriale è ben sviluppato e in continua crescita non solo per quanto riguarda i reparti tessili e alimentari ma anche nei comparti meccanico e informatico.
Una particolare attività di Madurai è la produzione di fiori, esportati in tutto il Paese e anche all'estero.

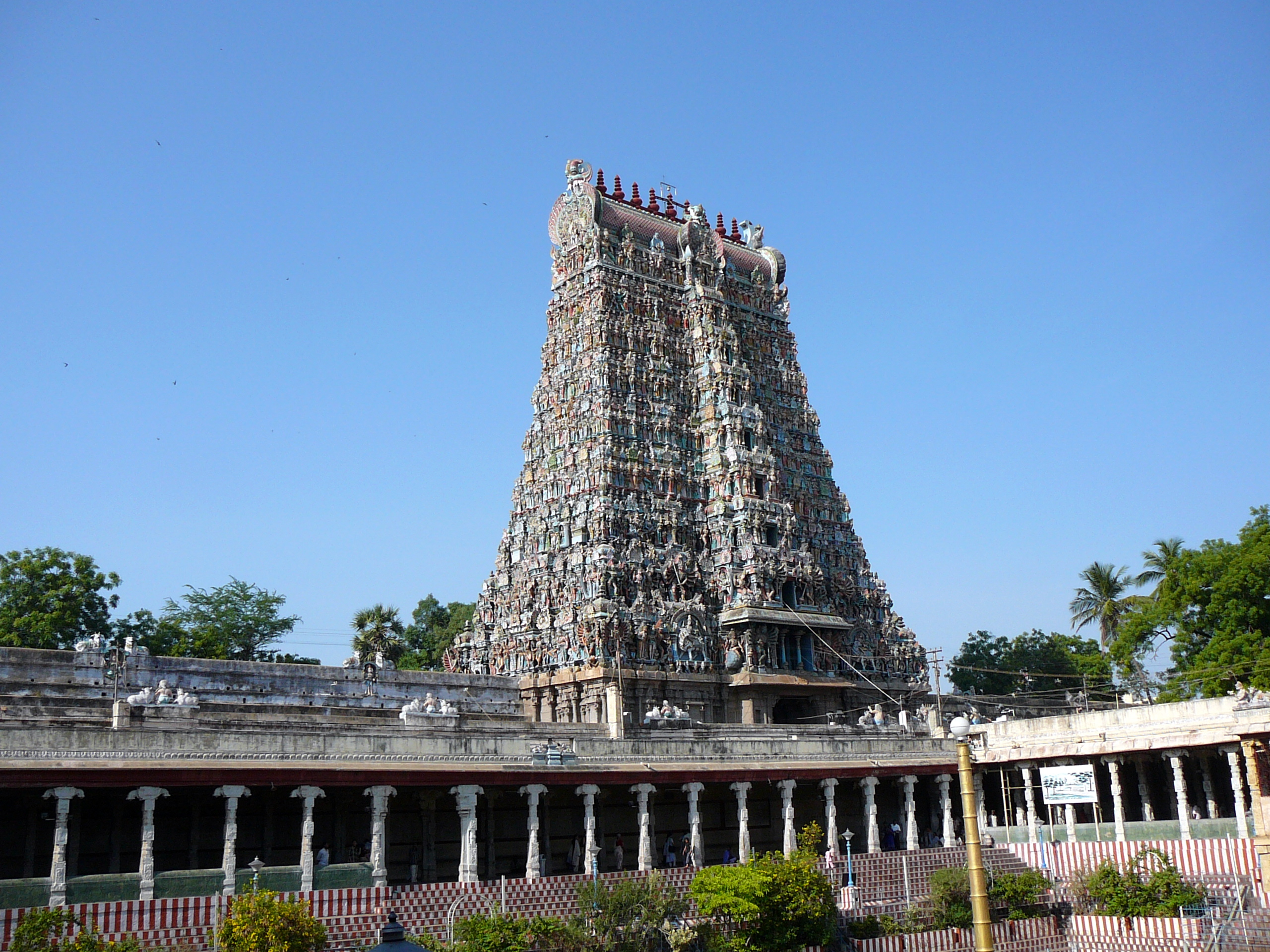
Il tempio di Sri Meenakshi